# Manuel Rodríguez de Guzmán
Manuel Rodríguez de Guzmán – hiszpański malarz romantyczny pochodzący z Sewilli.
Studiował w Akademii Sztuk Pięknych w Sewillii, jego nauczycielem malarstwa był José Domínguez Bécquer. W 1854 r. wyjechał do Madrytu, gdzie pracował dla dworu. Królowa zleciła mu namalowanie cyklu obrazów przedstawiających zwyczaje różnych regionów Hiszpanii. Do cyklu należą m.in. Baile en la Virgen del Puerto, La feria de Santiponce, La Feria de Sevilla i La procesión del Rocío.
Brał udział w różnych edycjach Krajowej Wystawy Sztuk Pięknych w Madrycie. W 1858 r. otrzymał wyróżnienie cum laude za obraz Rinconete y Cortadillo inspirowany jedną z Noweli przykładnych Cervantesa.

## Dzieła w zbiorach MuzeumPrado
- Baile en la Virgen del Puerto
- Lavanderas del Manzanares
- Aguadores
- La feria de Santiponce
- Eurico, rey godo
- Las habaneras
- Una gitana diciendo la buenaventura a unos gallegos
- Rinconete y Cortadillo